# Veritas Stadion
Le Veritas Stadion est le stade de football de Turku, Finlande. 
Il est situé à Kupittaa, une zone consacrée aux activités sportives.
Le stade accueille les matchs à domicile de l'Inter Turku et du TPS Turku. Les deux clubs jouent dans la première ligue finnoise de football.

## Présentation
Le stade a la capacité de contenir 9 000 spectateurs, dont 6 400 places assises. 
Dans le Veritas Stadium il y a deux tribunes qui se font face. 
La vieille tribune olympique (olympiakatsomo) a été construite pour les Jeux olympiques d'été en 1952 et celle, moderne, qui a été inaugurée en 2003. 
Le nom a été changé en Veritas Stadion, autrefois il s'appelait stade de football de Kupittaa (Kupittaan jalkapallostadion).
L'affluence record du stade était de 15 000 personnes lors du match de la Coupe UEFA 1987, TPS contre l'Inter Milan. 
L'affluence record du Veritas Stadium est de 9 089 spectateurs lors du derby entre le TPS Turku et l'Inter Turku en 2009.